# Sten (kulsprutepistol)
Sten är en kulsprutepistol i kalibern 9 × 19 mm Parabellum av brittiskt ursprung som började tillverkas under andra världskriget. Sten-kulsprutepistolen var en mycket enkel konstruktion, väl lämpad för massproduktion och billigare än till exempel den tyska MP 40. Den är lätt att demontera och gömma, vilket gjorde den till lite av ett favoritvapen hos motståndsrörelserna i de av Nazityskland ockuperade länderna i Europa. Vapnet har en viss tendens att drabbas av eldavbrott, ett berömt tillfälle var under attentatet på Reinhard Heydrich då den förste attentatsmannen inte kunde avfyra ett enda skott med sin Sten.
Den tillverkades från 1941 och framåt. Den första versionen (Mark I) blev inte så långlivad, utan ersattes snabbt med Mark II, som blev den mest tillverkade. Det finns versioner med flamdämpare eller ljuddämpare. Totalt finns det ungefär sex olika huvudvarianter av vapnet. Norska och  danska partisaner tillverkade vapnet lokalt under andra världskriget. 
Totalt producerades över 4 miljoner exemplar.

## Namn
Enligt Royal Ordnance Factories officiella historieskrivning är namnet är bildat efter huvudkonstruktörerna major Reginald Shepherd och Harold Turpin, och Enfield, platsen för en vapenfabrik nära London.
Andra källor, t.ex. Peter Laidlers The Sten Machine Gun hävdar att det är en sammansättning av Shepard, Turpin och England. Även Turpin är något oklart, där somliga källor skriver "J.J. Turpin" istället för "Harold Turpin"

## Mekanik
Den använder 9 × 19 mm Parabellum, som då var den tyska arméns standard. Den vägde ca 3,2 kg. Den använder principen tungt slutstycke vilket innebär att kraften från den bakåtrusande hylsan återladdar vapnet och kastar ut hylsan. Den har en teoretisk eldhastighet på 500 skott per minut, men magasinet har som regel bara 32 patroner. Den har ett öppet slutstycke. Standard är även ett fast sikte.